# Mahembea hewitti
Mahembea hewitti là một loài nhện trong họ Araneidae.
Loài này thuộc chi Mahembea. Mahembea hewitti được Roger de Lessert miêu tả năm 1930.